# Вельё
Вельё, Велье — озеро на северо-западе России, расположено в Новгородской области, севернее озера Селигер на территории Валдайского национального парка. Второе по величине озеро области после Ильменя.
Площадь поверхности — 34,7 км². Площадь водосборного бассейна — 292 км². Высота над уровнем моря — 212 м.
Озеро вытянуто с севера на юг более чем на 25 километров, берега сильно изрезаны. На Велье более 200 больших и малых островов.
Перепад глубин до 42 метров (исследование 2004 года). Средняя глубина — 9-10 метров. Дно и берега преимущественно песчаные, местами ил.
Населены западный и северный берег озера. Южный и восточный берег труднодоступны на автотранспорте. Вода в озере пригодна для питья. Промышленность отсутствует, крупных сельскохозяйственных производителей также нет. Озеро покрывается льдом в конце ноября — начале декабря, освобождается ото льда в конце апреля — начале мая.
В озеро впадает несколько небольших рек. Естественный сток в западной части озера через реку Явонь частично перекрыт с помощью плотины, из-за чего уровень озера поднят на несколько метров. Часть водостока озера Вельё поступает в Вышневолоцкую водную систему через искусственный канал в восточной части озера в реку Либья, озеро Шлино и реку Шлину.
Название озера соотносится со древнерусским корнем вел- 'большой, значительный'.
На озере в 1860 году был основан Никольский рыборазводный завод